# Фірлюк лучний
Фірлюк лучний (Mirafra apiata) — вид горобцеподібних птахів родини жайворонкових (Alaudidae). Мешкає в Південно-Африканській Республіці та в Намібії.

## Опис
Довжина птаха становить 15 см, з яких від 4,6 до 5,5 см припадає на хвіст. Довжина дзьоба становить 1,45—1,8 см. Середня вага становить 23—44 г. Виду не притаманний статевий диморфізм.
Тім'я коричневе, горло білувате, поцятковане коричневими плямками. Груди охристі, поцятковані коричневими плямками, решта нижньої частини тіла руда. Крила коричневі, хвіст темно-коричневий, крайні стернові пера білі. Дзьоб бурувато-роговий, лапи рудуваті, очі світло-карі.
Представники підвиду M. a. apiata мають сіруватий відтінок верхньої частини тіла і обличчя, а представники підвиду M. a. marjoriae — бурий, хоча в природі їх важко розрізнити.

## Таксономія
Лучний фірлюк вважався конспецифічним з мінливобарвним фірлюком до розділення в 2009 році. Мінливобарвний і лучний фірлюки утворюють надвид з коричневим фірлюком, який мешкає північніше.

### Підвиди
Виділяють два підвиди:
- M. a. apiata (Vieillot, 1816) — південно-західна Намібія, захід ПАР;
- M. a. marjoriae Winterbottom, 1956 — південний захід ПАР.

## Поширення і екологія
Лучні фірлюки живуть на рівнинах, порослих високою травою і чагарниками, на пасовиськах, в саванах, кару і фінбоші.